# Ansonia hanitschi
Espèce
Statut de conservation UICN

 LC  : Préoccupation mineure
Ansonia hanitschi est une espèce d'amphibiens de la famille des Bufonidae.

## Répartition
Cette espèce est endémique du Nord de l'île de Bornéo. Elle se rencontre entre 750 et 1 600 m d'altitude :
- au Kalimantan en Indonésie ;
- en Malaisie, dans le parc du Kinabalu et dans la chaine des Banjaran Crocker sur le mont Kinabalu et le mont Lumaku dans l'État du Sabah et dans le Parc national du Gunung Mulu dans l'État du Sarawak.

Elle pourrait être présente au Brunei.

## Description

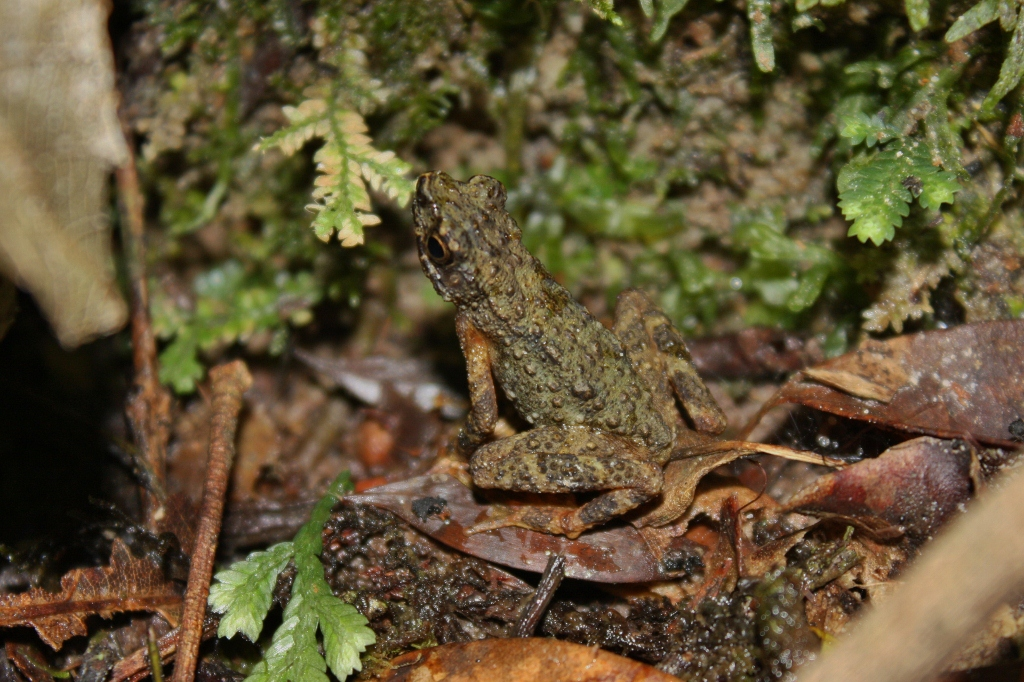

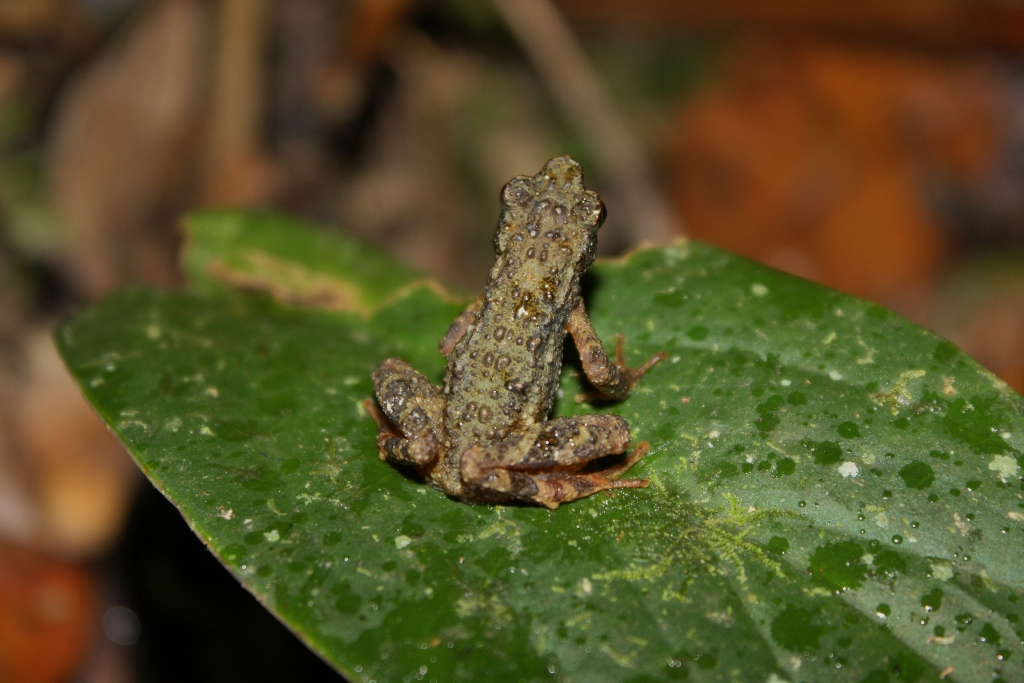

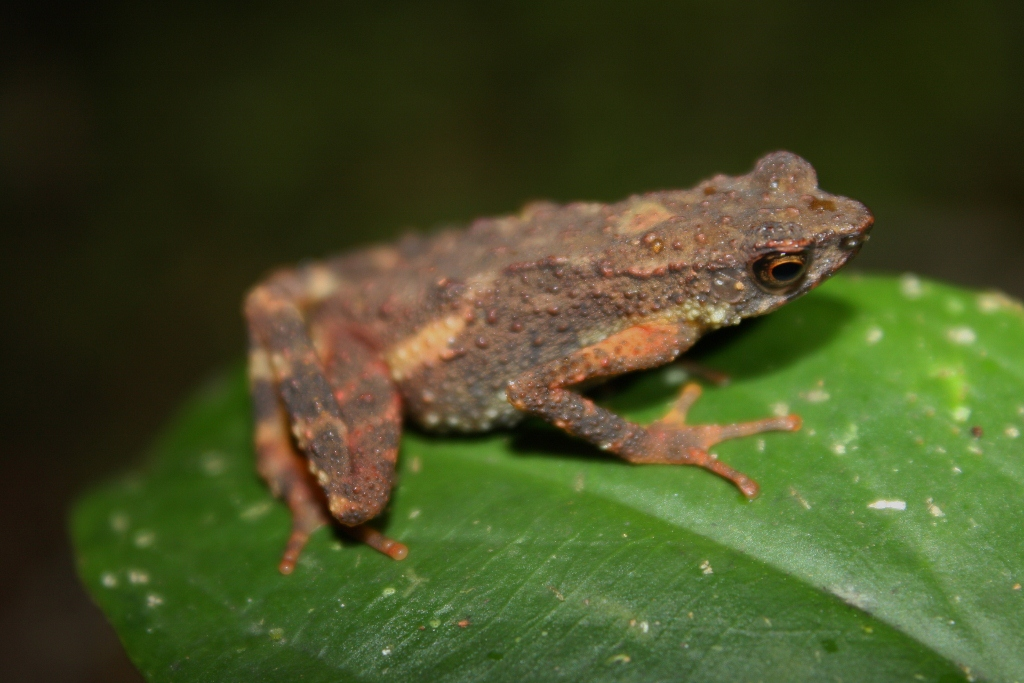

Les mâles mesurent environ 26 mm et les femelles de 30 à 32 mm.

## Étymologie
Cette espèce est nommée en l'honneur de Karl Richard Hanitsch (1860–1940).

## Publication originale
- Inger, 1960 : A review of the oriental toads of the genus Ansonia Stoliczka. Fieldiana, Zoology, vol. 39, no 43, p. 473-503 (texte intégral).